# Симонович, Владимир Ильич
Влади́мир Ильи́ч Симоно́вич (15 февраля 1920, Ростов-на-Дону — 3 марта 1976, там же) — советский архитектор, лауреат Государственной премии РСФСР в области архитектуры (1974).
Руководил проектами восстановления и строительства зданий в Ростове-на-Дону, Шахтах, Пятигорске, Махачкале; проектами новых районов и генерального плана Ростова-на-Дону.

## Биография
Родился в семье врача-микробиолога. В 1938 году поступил в Харьковский архитектурный институт, откуда с началом войны был призван в РККА.
Служил в артиллерии, участвовал в боевых действиях. В 1942 году был направлен в артиллерийско-миномётное училище (Миасс), готовившее ракетчиков для «катюш», по его окончании преподавал там же. Окончание войны встретил в Москве, куда было переведено училище в 1943 году Демобилизован в 1946 году, продолжил учёбу в РИСИ.
По окончании института работал в «Облархпроекте» (впоследствии — «Ростовгражданпроект»), стал главным архитектором института. Занимался проектированием объектов гражданского строительства в Ростове-на-Дону, Шахтах, Пятигорске, Махачкале. Член СА СССР

## Семья
Жена — Софья Болеславовна Симонович (1920—2010), эпидемиолог, Заслуженный врач РСФСР (1973). Сын — Илья Владимирович Симонович (1940—2023), кандидат технических наук (1986), учёный в области вычислительной техники.

## Проекты и постройки
- Проекты восстановления зданий:
  - Ростовского облисполкома (совместно В. И. Григором, ныне — здание Ростовской областной администрации)[3],
  - гостиницы «Ростов» (ныне — «Маринс Парк Отель»),
  - Ростовского драматического театра,
  - Ростовского цирка;
- Комплекс строчной застройки квартала:
  - жилой дом с размещением кинотеатра на 1-м этаже;
  - административное здание,
  - жилой дом с размещением на 1-м этаже торговых помещений, середина 1950-х годов (ныне представительство Президента РФ в Южном федеральном округе) — признан объектом культурного наследия регионального значения;
- Руководство проектами новых районов города (Западного[4], Северного, промзоны); проектом генерального плана Ростова-на-Дону (1960-70-е);
- Гостиница «Интурист» (ныне «Дон-Плаза») (1973)[5][6];
- здания в Шахтах, санаторий в Пятигорске, гребной канал;
- Дом кино на театральном спуске (не реализован, 1975).
- Дворец Культуры в г. Каспийск.

## Награды и почётные звания
- Государственная премия РСФСР в области архитектуры (1974) — за проектирование и строительство гостиницы «Интурист» (ныне «Дон-Плаза»; совместно с архитектором Л. П. Пушковой, конструктором Б. Н. Сидельковским, строителем Ю. И. Костенко)
- орден «Знак Почёта»
- Заслуженный строитель Дагестана — за участие в восстановлении Махачкалы (после землетрясения 1972 года).